# Bad Memories
Bad Memories is een nummer van het Italiaanse dj-trio Meduza en de Britse producer James Carter uit 2022, in samenwerking met de Amerikaanse zangeres Elley Duhé en het Duitse duo Fast Boy.
"Bad Memories" haalde geen hitlijsten in Italië, het thuisland van Meduza. Ook in het Verenigd Koninkrijk, het thuisland van James Carter, had het weinig succes met een 80e positie. De plaat kende wel succes in menig ander Europees land, ook in het Nederlandse taalgebied. In de Nederlandse Top 40 was het nummer zeer succesvol met een 3e positie, en in de Vlaamse Ultratop 50 kwam het tot de 11e positie.